# Indexverzameling
In de wiskunde kunnen de elementen van een verzameling {\displaystyle A} met behulp van een verzameling {\displaystyle J} worden geïndexeerd, die om die reden een indexverzameling wordt genoemd. Indexeren en labelen zijn in deze context synoniem. Het indexeren bestaat uit het aangeven van een surjectie van {\displaystyle J} op {\displaystyle A}. De geïndexeerde verzameling wordt typisch een geïndexeerde familie genoemd, wat vaak wordt genoteerd als {\displaystyle (A_{j})_{j\in J}}.
Er wordt verschil gemaakt tussen nummeren en indexeren, omdat ook overaftelbare verzamelingen kunnen worden geïndexeerd.

## Voorbeelden
- Iedere oneindig aftelbare verzameling kan door {\displaystyle \mathbb {N} } worden geïndexeerd.
- Een rij is een geïndexeerde verzameling, waarbij de indexverzameling een deelverzameling van de gehele getallen {\displaystyle \mathbb {Z} } is.
- Voor {\displaystyle r\in \mathbb {R} } is de indicatorfunctie op {\displaystyle r} de functie {\displaystyle \mathbf {1} _{r}\colon \mathbb {R} \rightarrow \mathbb {R} } gegeven door

{\displaystyle \mathbf {1} _{r}(x)={\begin{cases}0,&{\text{als }}x\neq r\\1,&{\text{als }}x=r\end{cases}}}
De verzameling van alle functies {\displaystyle \mathbf {1} _{r}}  is een overaftelbare verzameling geïndexeerd door {\displaystyle \mathbb {R} }.

## Programmeertalen
Indexverzamelingen worden in programmeertalen gebruikt om variabelen van het type array mee te declareren of om bepaalde elementen uit een array mee te selecteren. Elementen met behulp van indexverzamelingen uit een array selecteren kan in MATLAB.